# Narancsszínű gömbös-csészegomba
A narancsszínű gömbös-csészegomba (Byssonectria fusispora) a Pyronemataceae családba tartozó, Európában és Észak-Amerikában honos, növényi maradványokon, talajon élő, nem ehető gombafaj. 

## Megjelenése
A narancsszínű gömbös-csészegomba termőteste 2-4 (5) mm átmérőjű, alakja eleinte többé-kevésbé gömbszerű és zárt, majd felnyílik, urna-, később csésze formájúvá, idősen lapossá válik. Tönkje nincs vagy nagyon rövid. Belső spóratermű felülete élénk narancs- vagy vörösnarancs színű, sima, fénylő. A külső, steril oldal valamivel halványabb és matt, korpás-pikkelykés felületű, különösen a fiatal termőtestek esetében. 
Húsa viaszos-kocsonyás, narancsszínű. Szaga és íze nem jellegzetes.
Spórapora fehér. A spórák 22-30 x 7,5-10 µm-esek, 2 nagy és több kis olajcseppet tartalmaznak; sima, viszonylag vastag falúak, áttetszőek, orsó alakúak, hegyük nem hegyes. A rövid nyelű aszkuszok (tömlők) 8 spórásak, hengeresek, 200-230 x 10-13 µm hosszúak. A parafízisek (az aszkuszok közötti steril struktúrák a termőrétegben) karcsúak, kissé túlnyúlnak az aszkuszokon, végük enyhén duzzadt, szelvényezettek és narancsszínű pigmentet tartalmaznak. 

### Hasonló fajok
Sok hasonló, apró, sárga-narancssárga, korong vagy csésze alakú gombafaj létezik, többek között a sárga enyvescsészegomba, a narancssárga gümőgomba, a citromsárga csészegombácska vagy az aranysárga koronggombácska hasonlíthat hozzá.

## Elterjedése és termőhelye
Európában és Észak-Amerikában honos.  
Erdőkben él talajon, mohán, korhadó növényi maradványokon, égési nyomokon. Erősen egymásra felhalmozódva nőnek, egész kolóniákat képezve. Tél végén és tavasszal terem.
Nem ehető.  